# Revolta lui Asan și Petru

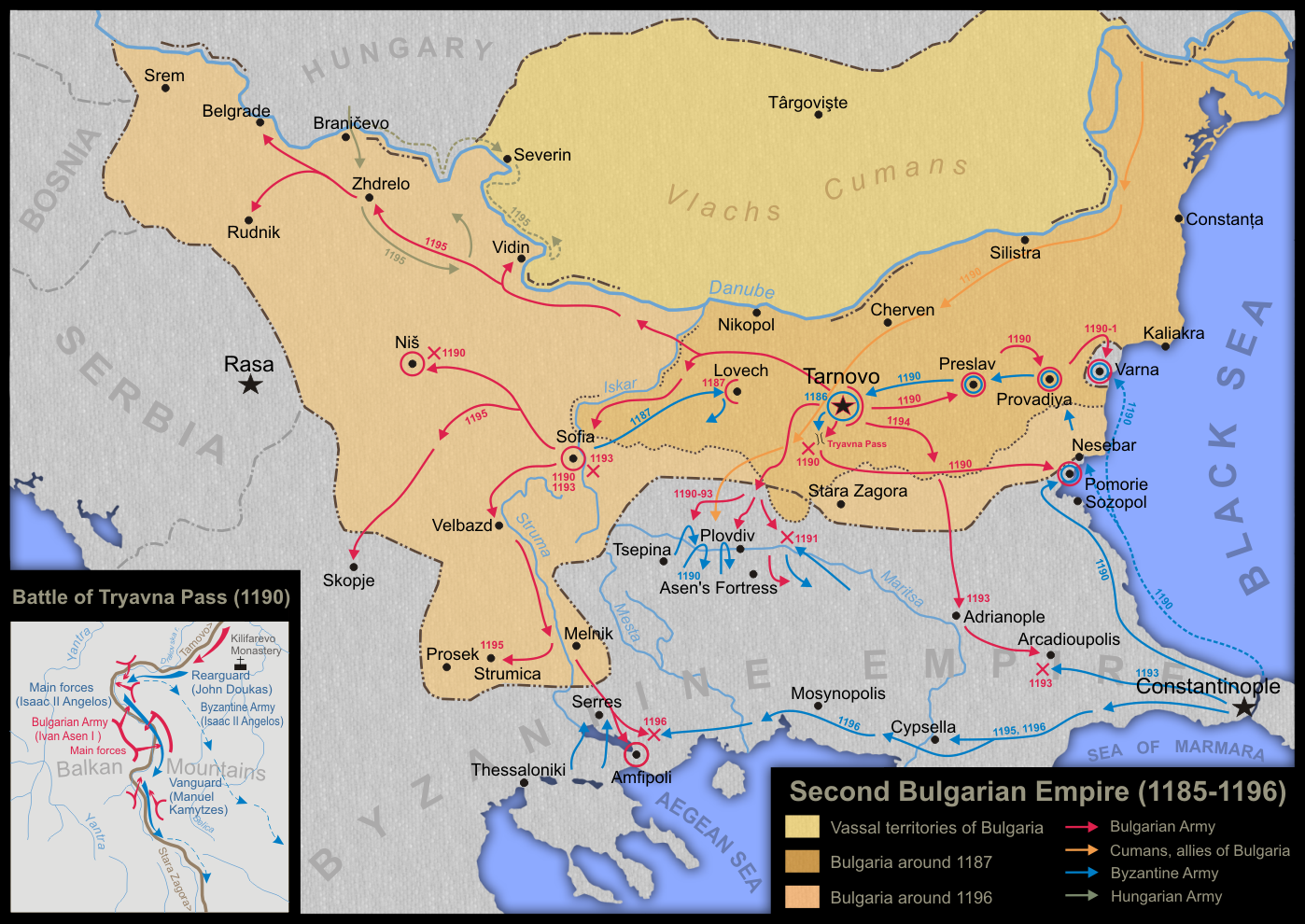
Spațiile ocupate de vlahi și bulgari în timpul Revoltei lui Asan şi Petru (sau Revolta vlaho-bulgară)

Revolta vlaho-bulgară (sau Revolta lui Asan și Petru) (bulgară Въстание на Асен и Петър) a fost o revoltă a vlahilor care trăiau în Imperiul Bizantin, revoltă cauzată de o creștere a taxelor dar mai ales de refuzul împăratului de a satisface cererile vlahilor. Revolta a început în 1185/1186 și s-a încheiat cu crearea regatului Vlaho-bulgar, cunoscut și ca Țaratul Vlaho-Bulgar, condus de dinastia Asăneștilor. 
Conducătorii vlahilor din spațiul munților Hemus și din zona cetății Anchialos, Petru și Asan au fost primiți în audiență de împărat în 1185, în tabăra de la Kypsella, datorită funcțiilor militare locale dar și datorită contribuției la luptele lui Isaac al II-lea Angelos împotriva normanzilor și a altor dușmani. Ei cereau pământ și dreptul de a exploata resursele locale și de a fi scutiți de unele impozite ca urmare a participării la războaie. Cererea lor, destul de minoră, a fost respinsă. Choniates a scris că vlahii intenționau să unească Mysia și Bulgaria într-un singur imperiu și că vina rebeliunii o poartă Isaac Angelos
Isaac a pornit imediat o campanie împotriva vlahilor, în primăvara anului 1186, reușind să-i alunge pe rebeli peste Dunăre. După retragerea trupelor romane, vlahii au revenit și, cu ajutorul cumanilor, au reocupat pozițiile din munții Hemus.
Isaac a revenit cu trupele sale împotriva vlahilor în 1187, 1188, 1190 și 1192 dar vlahii răsculați reveneau mereu împreună cu bulgarii și cumanii. În 1191 Isaac a atacat răsculații din Serbia lui Stefan Nemanja, aducându-i sub suzeranitatea romanilor. În 1194 vlahii înving armata romană condusă de Alexios Gidos și Basil Vatatzes la Arkadiopolis. Isaac a plănuit un contraatac cu sprijinul ungurilor dar în primăvara anului 1195 este înlăturat de la domnie. Următorul împărat a fost Alexios al III-lea care a pierdut teritorii în favoarea vlahilor și a bulgarilor până la linia Philippopolis, Beroe, Anchialos și Varna. Din 1197 vlahii și bulgarii au fost conduși de Ioniță Caloian, care a acaparat noi teritorii.  Tot în 1197,  Alexios al III-lea a trebuit să lupte împotriva vlahului Dobromir Chrysos, care dorea autonomie în zona Strumița (Macedonia). Luptele s-au încheiat cu un compromis. În 1200 Alexios al III-lea a trebuit să lupte împotriva vlahului Ivancu care ocupase Mosynopolis, Xantheia, Abdera și apoi thema Smolena în valea Strymon. În final revolta lui Ivancu a fost înăbușită.
În 1200 un raid vlaho-cuman a ajuns până la zidurile Constantinopolului, dar atacatorii s-au retras în urma unei incursiuni a unei armate din Galiția în teritoriile vlahilor și cumanilor
Ioniță Caloian a cerut și a primit de la papă în 1202  titulatura de rex Bulgarorum et Blachorum (rex Bulgarie et Blachie), dar nu pe cea imperială așa cum dorea.